# Negri (fiume)
Il Negri è un fiume in Australia. Nasce nel Territorio del Nord, dove percorre la maggior parte del suo tracciato, per poi passare nella regione Kimberley dello stato federale dell'Australia Occidentale. Qui confluisce nel fiume Ord, tributario del Lago Argyle. Il Negri è lungo circa 100 chilometri .

## Storia del nome
Fu battezzato in onore del politico e geografo italiano Cristoforo Negri dall'esploratore Alexander Forrest, che lo scoprì il 2 agosto 1879 e scrisse nel suo diario :
(Alexander Forrest)